# HD 26171
HD 26171，又名BD+13 648，SAO 93784、HR 1284，是一颗恒星，视星等为5.95，位于銀經179.11，銀緯-27.24，其B1900.0坐标为赤經4h 3m 26.4s，赤緯+13° -27.24′ 0″。